# Championnats d'Asie juniors d'athlétisme 2010
Navigation
2008 2012
Les 14es Championnats d'Asie juniors d'athlétisme ont eu lieu du 1er au 4 juillet 2010 à Hanoï, au Viêt Nam.

## Résultats

### Hommes
| Épreuve | Or                                                                                    | Or                | Argent                                                    | Argent           | Bronze                                                                    | Bronze            |
| --- | ------------------------------------------------------------------------------------- | ----------------- | --------------------------------------------------------- | ---------------- | ------------------------------------------------------------------------- | ----------------- |
| 100 m (Vent: −2,1 m/s) | Zheng Dongsheng Chine                                                                 | 10 s 65           | Hassan Taftian Iran                                       | 10 s 81          | Kazuki Baba Japon                                                         | 10 s 86 PB        |
| 200 m (Vent: −0,9 m/s) | Suppachai Chimdee Thaïlande                                                           | 20 s 80 CR        | Zheng Dongsheng Chine                                     | 21 s 03 PB       | Taishi Nakayama Japon                                                     | 21 s 05 PB        |
| 400 m | Sajjad Hashemi Iran                                                                   | 47 s 18           | Lin Yang Chine                                            | 47 s 26          | Chen Chieh Taipei chinois                                                 | 47 s 85           |
| 800 m | Mohamad al-Garni Qatar                                                                | 1 min 48 s 13     | Hamza Driouch Qatar                                       | 1 min 48 s 79    | Abdulaziz Mohamed Arabie saoudite                                         | 1 min 48 s 97 PB  |
| 1 500 m | Mohamad al-Garni Qatar                                                                | 3 min 55 s 94     | Ryota Matono Japon                                        | 3 min 58 s 28 PB | Ghasem Farisat Iran                                                       | 3 min 59 s 27 PB  |
| 5 000 m | Edwin Chebii Kimurer Bahreïn                                                          | 15 min 08 s 14    | Ikuto Yufu Japon                                          | 15 min 08 s 93   | Ikki Takeuchi Japon                                                       | 15 min 21 s 45    |
| 10 000 m | Suresh Kumar Inde                                                                     | 31 min 53 s 68    | Keita Shitara Japon                                       | 32 min 47 s 16   | Shingo Hayashi Japon                                                      | 35 min 58 s 95    |
| 110 m haies (99,0 cm) (Vent : -0,9 m/s) | Li Yen-Lin Taipei chinois                                                             | 13 s 90 CR PB     | Siddanth Thingalaya Inde                                  | 13 s 96 PB       | Zhang Chi Chine                                                           | 14 s 15 PB        |
| 400 m haies | Seiya Kato Japon                                                                      | 50 s 83 PB        | Chen Chieh Taipei chinois                                 | 51 s 13          | Yuichi Nagano Japon                                                       | 51 s 21 PB        |
| 3000 m steeple | Hiroaki Koike Japon                                                                   | 9 min 10 s 66     | Isaac Chelimo Bahreïn                                     | 9 min 30 s 80    | Chou Ting Yin Taipei chinois                                              | 9 min 36 s 63     |
| 4 × 100 m | Thaïlande Narakorn Chaiprasert Tossaporn Boonhan Weerawat Pharueang Suppachai Chimdee | 39 s 82           | Hong Kong Kwan Tsz Him Ng Ka Fung Ho Man Lok Ho Ping Kwan | 40 s 51 NJR      | Japon Kazuki Baba Taishi Nakayama Naohiro Yokoyama Farouq Ishimoto        | 40 s 64           |
| 4 × 400 m | Thaïlande Nitat Kaewkhong Nitipol Thongpoon Arnon Jaiaree Suppachai Chimdee           | 3 min 11 s 39     | Japon Yuichi Nagano Suguru Ito Seiya Kato Kengo Yamazaki  | 3 min 12 s 14    | Iran Alireza Mardanizadeh Alireza Mehr-Safouti Ali Shaffaf Sajjad Hashemi | 3 min 16 s 90     |
| 10 000 m marche | Wang Zhendong Chine                                                                   | 44 min 35 s 95 PB | Manabu Aoki Japon                                         | 45 min 01 s 73   | Patel Mani Ram Inde                                                       | 45 min 06 s 51 PB |
| Saut en hauteur | Mutaz Essa Barshim Qatar                                                              | 2,31 m NR CR      | Zhang Guowei Chine                                        | 2,23 m PB        | Hsiang Chun-Hsien Taipei chinois                                          | 2,19 m NJR        |
| Saut à la perche | Nikita Filippov Kazakhstan                                                            | 5,05 m            | Sergey Grigoryev Kazakhstan                               | 4,95 m           | Sakurai Shun Japon                                                        | 4,65 m            |
| Saut en longueur | Lin Ching-Hsuan Taipei chinois                                                        | 7,94 m (w)        | Supanara Sukhasvasti na Ayudhya Thaïlande                 | 7,84 m (w)       | Ankit Sharma Inde                                                         | 7,77 m (w)        |
| Triple saut | Cao Shuo Chine                                                                        | 16,84 m (w)       | Arpinder Singh Inde                                       | 16,13 m PB       | Vahid Seddigh Iran                                                        | 15,78 m NJR       |
| Lancer du poids (6 kg) | Alireza Mehr-Safouti Iran                                                             | 19,07 m           | Zuo Shihao Chine                                          | 18,56 m          | Mousab Aicha Esheb Syrie                                                  | 17,48 m           |
| Lancer du disque (1,750 kg) | Hamid Mansoor Syrie                                                                   | 56,25 m           | Prabhjot Singh Inde                                       | 54,13 m          | Kirpal Singh Batth Inde                                                   | 53,23 m           |
| Lancer du marteau (6 kg) | Harvinder Singh Dagar Inde                                                            | 71,53 m NJR CR    | Pejman Ghalehnoei Iran                                    | 64,11 m PB       | Mohammad Abdulhamed Koweït                                                | 62,49 m           |
| Lancer du javelot | Sun Jianjun Chine                                                                     | 73,38 m PB        | Cheng Chao-Tsun Taipei chinois                            | 73,26 m NJR NYR  | Huang Shih-Feng Taipei chinois                                            | 72,43 m           |
| Décathlon (junior) | Mohamed Ahmed al-Mannai Qatar                                                         | 7 078 pts         | Abdulrahman Mahmoud Arabie saoudite                       | 6 850 pts        | Sergey Timshin Ouzbékistan                                                | 6 677 pts         |
| Records et Performances - AR : Record continental (area record) - CR : Record des championnats (championship record) - MR : Record du meeting (meet record) - NR : Record national (national record) - OR : Record olympique (olympic record) - PR : Record paralympique (paralympic record) - PB : Record personnel (personal best) - SB : Meilleure performance personnelle de la saison (season's best) - WL : Meilleure performance mondiale de l'année (world leader) - WJR : Record du monde junior (world junior record) - WR : Record du monde (world record) Circonstances et Conditions - DNF : N'a pas terminé (did not finish) - DNS : N'a pas pris le départ (did not start) - DQ : Disqualification (disqualification) - NM : Aucun essai valable enregistré (No Mark) - Q : Qualifié « directement » au prochain tour (ou à la prochaine compétition), lors d'une compétition majeure, grâce au classement ou à la réalisation des minima (automatic qualifier) - q : Qualifié au prochain tour (ou à la prochaine compétition), lors d'une compétition majeure, grâce au repêchage ou à la réalisation de l'une des meilleures performances parmi celles des « non qualifiés directement » (grâce au meilleur temps ou à la meilleure distance par exemple) (secondary qualifier) |                                                                                       |                   |                                                           |                  |                                                                           |                   |

### Femmes
| Épreuve | Or                                                                       | Or                | Argent                                                                   | Argent           | Bronze                                                                 | Bronze                    |
| --- | ------------------------------------------------------------------------ | ----------------- | ------------------------------------------------------------------------ | ---------------- | ---------------------------------------------------------------------- | ------------------------- |
| 100 m (Vent: −1,5 m/s) | Jiang Shan Chine                                                         | 11 s 96           | Setya Utami Tri Indonésie                                                | 12 s 10          | Olga Bludova Kazakhstan                                                | 12 s 17                   |
| 200 m (Vent: −1,0 m/s) | Jiang Shan Chine                                                         | 24 s 04 PB        | Chinta Shanthi Inde                                                      | 24 s 46 PB       | Viktoriya Zyabkina Kazakhstan                                          | 24 s 55 NJR               |
| 400 m | Gulustan Mahmood Ieso Irak                                               | 54 s 17           | Chen Lin Chine                                                           | 54 s 81          | Zhao Yanmin Chine                                                      | 55 s 03                   |
| 800 m | Gulustan Mahmood Ieso Irak                                               | 2 min 14 s 4      | Zhang Xiaojun Chine                                                      | 2 min 16 s 0     | Do Thi Thao Vietnam                                                    | 2 min 16 s 7              |
| 1 500 m | Genzebe Shami Bahreïn                                                    | 4 min 30 s 76     | Zhang Xiaojun Chine                                                      | 4 min 31 s 79    | Chikako Mori Japon                                                     | 4 min 35 s 26             |
| 3 000 m | Mahiro Akamatsu Japon                                                    | 9 min 36 s 47     | Genzebe Shami Bahreïn                                                    | 9 min 37 s 57 PB | Sun Lamei Chine                                                        | 9 min 39 s 89             |
| 5 000 m | Tejitu Daba Bahreïn                                                      | 16 min 21 s 30    | Katsuki Suga Japon                                                       | 16 min 31 s 22   | Jang Eun-Young Corée du Sud                                            | 16 min 37 s 10            |
| 100 m haies (Vent: −1,8 m/s) | Wu Shuijiao Chine                                                        | 13 s 77           | Huang Wen-Lin Taipei chinois                                             | 14 s 18          | Hemasree Jayapal Inde                                                  | 14 s 56                   |
| 400 m haies | Haruka Shibata Japon                                                     | 1 min 00 s 20     | Svetlana Zagorodneva Kazakhstan                                          | 1 min 01 s 04    | T. Piriyah Singapour                                                   | 1 min 01 s 69 NJR         |
| 3000 m steeple | Zarina Mentayeva Kazakhstan                                              | 11 min 21 s 68    | Aranga Weerasing Pathiranage Sri Lanka                                   | 11 min 38 s 02   | Thi Thu Huong Nguyen Vietnam                                           | 12 min 01 s 11            |
| 4 × 100 m | Inde Nirupama Sunderraj Nanda Sarvani Chinta Shanthi Govind Raj Gayathri | 45 s 82           | Chine Chen Lin Jiang Shan Wu Shuijiao Lu Minjia                          | 45 s 87          | Taipei chinois Liao Ching-Hsien Syu Siang-Ru Huang Wen-Lin Tsai Pei-Ju | 45 s 90                   |
| 4 × 400 m | Thaïlande Kunjana Boonrung Pornpan Hoemhuk Sunia Pedbanna Karat Srimueng | 3 min 53 s 77     | Vietnam Thi Nhu Hai Nguyen Thi Nga Nguyen Thi Van Nguyen Thi Thuy Nguyen | 3 min 58 s 39    | Hong Kong Hui Man Ling Leung Hau Sze Lo Wing Hei Fong Yee Pui          | 4 min 13 s 78             |
| 10 000 m marche | Tong Lingling Chine                                                      | 49 min 11 s 93 PB | Hiroi Maeda Japon                                                        | 49 min 25 s 87   | Ayman Kozhakhmetova Kazakhstan                                         | 50 min 17 s 04            |
| Saut en hauteur | Wu Meng-Chia Taipei chinois                                              | 1,78 m            | Tran Huy Hoa Vietnam                                                     | 1,76 m           | Fung Wai Yee Hong Kong                                                 | 1,68 m                    |
| Saut à la perche | Xu Huiqin Chine                                                          | 3,90 m            | Yuko Enomoto Japon                                                       | 3,65 m           | Ho Chieh-Ying Taipei chinois                                           | 3,40 m PB                 |
| Saut en longueur | Lu Minjia Chine                                                          | 6,47 m            | Renubala Mahanta Inde                                                    | 6,11 m (w)       | Shardha Ghule Inde                                                     | 6,05 m (w)                |
| Triple saut | Sun Yan Chine                                                            | 13,75 m PB        | Govind Raj Gayathri Inde                                                 | 13,58 m NJR      | Wei Mingchen Chine                                                     | 13,15 m                   |
| Lancer du poids | Gu Siyu Chine                                                            | 15,47 m           | Lee Sung-Hye Corée du Sud                                                | 14,49 m          | Taryarea Tikaveva Ouzbékistan                                          | 13,61 m PB                |
| Lancer du disque | Gu Siyu Chine                                                            | 52,52 m           | Subenrat Insaeng Thaïlande                                               | 46,54 m          | Jeon Hye-Ji Corée du Sud                                               | 44,32 m                   |
| Lancer du marteau | Galina Mityaeva Tadjikistan                                              | 56,05 m           | Miya Itoman Japon                                                        | 46,77 m          | Pas de médaille attribuée                                              | Pas de médaille attribuée |
| Lancer du javelot | Anastasiya Svechnikova Ouzbékistan                                       | 54,32 m           | Sui Liping Chine                                                         | 52,64 m          | Yuka Sato Japon                                                        | 48,46 m                   |
| Heptathlon | Ling Chu Chia Taipei chinois                                             | 4 848 pts         | Sunisa Khotseemueang Thaïlande                                           | 4 551 pts        | Bui Thi Thu Thao Vietnam                                               | 4 170 pts                 |
| Records et Performances - AR : Record continental (area record) - CR : Record des championnats (championship record) - MR : Record du meeting (meet record) - NR : Record national (national record) - OR : Record olympique (olympic record) - PR : Record paralympique (paralympic record) - PB : Record personnel (personal best) - SB : Meilleure performance personnelle de la saison (season's best) - WL : Meilleure performance mondiale de l'année (world leader) - WJR : Record du monde junior (world junior record) - WR : Record du monde (world record) Circonstances et Conditions - DNF : N'a pas terminé (did not finish) - DNS : N'a pas pris le départ (did not start) - DQ : Disqualification (disqualification) - NM : Aucun essai valable enregistré (No Mark) - Q : Qualifié « directement » au prochain tour (ou à la prochaine compétition), lors d'une compétition majeure, grâce au classement ou à la réalisation des minima (automatic qualifier) - q : Qualifié au prochain tour (ou à la prochaine compétition), lors d'une compétition majeure, grâce au repêchage ou à la réalisation de l'une des meilleures performances parmi celles des « non qualifiés directement » (grâce au meilleur temps ou à la meilleure distance par exemple) (secondary qualifier) |                                                                          |                   |                                                                          |                  |                                                                        |                           |

## Tableau des médailles
| Rang  | Nation          | Or | Argent | Bronze | Total |
| ----- | --------------- | -- | ------ | ------ | ----- |
| 1     | Chine           | 13 | 9      | 4      | 26    |
| 2     | Japon           | 4  | 9      | 9      | 22    |
| 3     | Taipei chinois  | 4  | 3      | 6      | 13    |
| 4     | Thaïlande       | 4  | 3      | 0      | 7     |
| 5     | Qatar           | 4  | 1      | 0      | 5     |
| 6     | Inde            | 3  | 6      | 5      | 14    |
| 7     | Bahreïn         | 3  | 2      | 0      | 5     |
| 8=    | Kazakhstan      | 2  | 2      | 3      | 7     |
| 8=    | Iran            | 2  | 2      | 3      | 7     |
| 10    | Irak            | 2  | 0      | 0      | 2     |
| 11    | Ouzbékistan     | 1  | 0      | 2      | 3     |
| 12    | Syrie           | 1  | 0      | 1      | 2     |
| 13    | Tadjikistan     | 1  | 0      | 0      | 1     |
| 14    | Vietnam         | 0  | 2      | 3      | 5     |
| 15=   | Corée du Sud    | 0  | 1      | 2      | 3     |
| 15=   | Hong Kong       | 0  | 1      | 2      | 3     |
| 17    | Arabie saoudite | 0  | 1      | 1      | 2     |
| 18=   | Indonésie       | 0  | 1      | 0      | 1     |
| 18=   | Sri Lanka       | 0  | 1      | 0      | 1     |
| 20=   | Koweït          | 0  | 0      | 1      | 1     |
| 20=   | Singapour       | 0  | 0      | 1      | 1     |
| Total | Total           | 44 | 44     | 43     | 131   |